# マラソン (映画)
『マラソン』（原題：말아톤）は、2005年公開の韓国映画。
『走れ、ヒョンジン!』（パク・ミギョン著）を原作としており、日本でも同作を原作としたTBS系テレビドラマ『感動ドラマ特別企画　マラソン』（二宮和也主演）が2007年9月20日に放映された。

## 概要
韓国での実話を基に、自閉症の青年が「走ることが得意」という才能を開花させ、やがて一大マラソン大会に挑む姿を描く。主人公の母親の苦悩や、最初はやる気のなかったコーチの男性の変化も描かれている。
第42回大鐘賞で最優秀作品賞・最優秀主演男優賞（チョ・スンウ）を受賞。

## キャスト
- チョ・スンウ - ユン・チョウォン（吹替：横堀悦夫）
- キム・ミスク - ギョンスク（吹替：佐藤しのぶ）

チョウォンの母
- イ・ギヨン - チョン・ウク（吹替：木下浩之）

コーチ
- ペク・ソンヒョン - ユン・ジョンウォン（吹替：栗山浩一）

チョウォンの弟
- アン・ネサン - チョウォンの父（吹替：根本泰彦）

## スタッフ
- 監督：チョン・ユンチョル
- 音楽：キム・ジュンソン

## オリジナル・サウンドトラック盤
2005年6月22日、ソニーミュージックダイレクトより、オリジナル・サウンドトラック盤CD(国内盤)が発売された(商品番号：MHCP 783、税込定価2,520円) ASIN B0009J8H2U

## トリヴィア
- クライマックスのマラソン大会のシーンは、実際の大会の中で撮影された(劇場パンフレットより)。
- 東京の上映館の1つ丸の内ルーブルでは、上映期間中、本作の劇中に登場する韓国製のチョコレートパイがバラ売りで販売された。